# Hypsibius seychellensis
Espèce
Hypsibius seychellensis est une espèce de tardigrades de la famille des Hypsibiidae.

## Distribution
Cette espèce est endémique des Seychelles.

## Étymologie
Son nom d'espèce, composé de seychell[e] et du suffixe latin -ensis, « qui vit dans, qui habite », lui a été donné en référence au lieu de sa découverte, Seychelles.

## Publication originale
- Pilato, Binda & Lisi, 2006 : Three new species of eutardigrades from the Seychelles. New Zealand Journal of Zoology, vol. 33, no 1, p. 39-48.